# Procès des sorcières de Mora

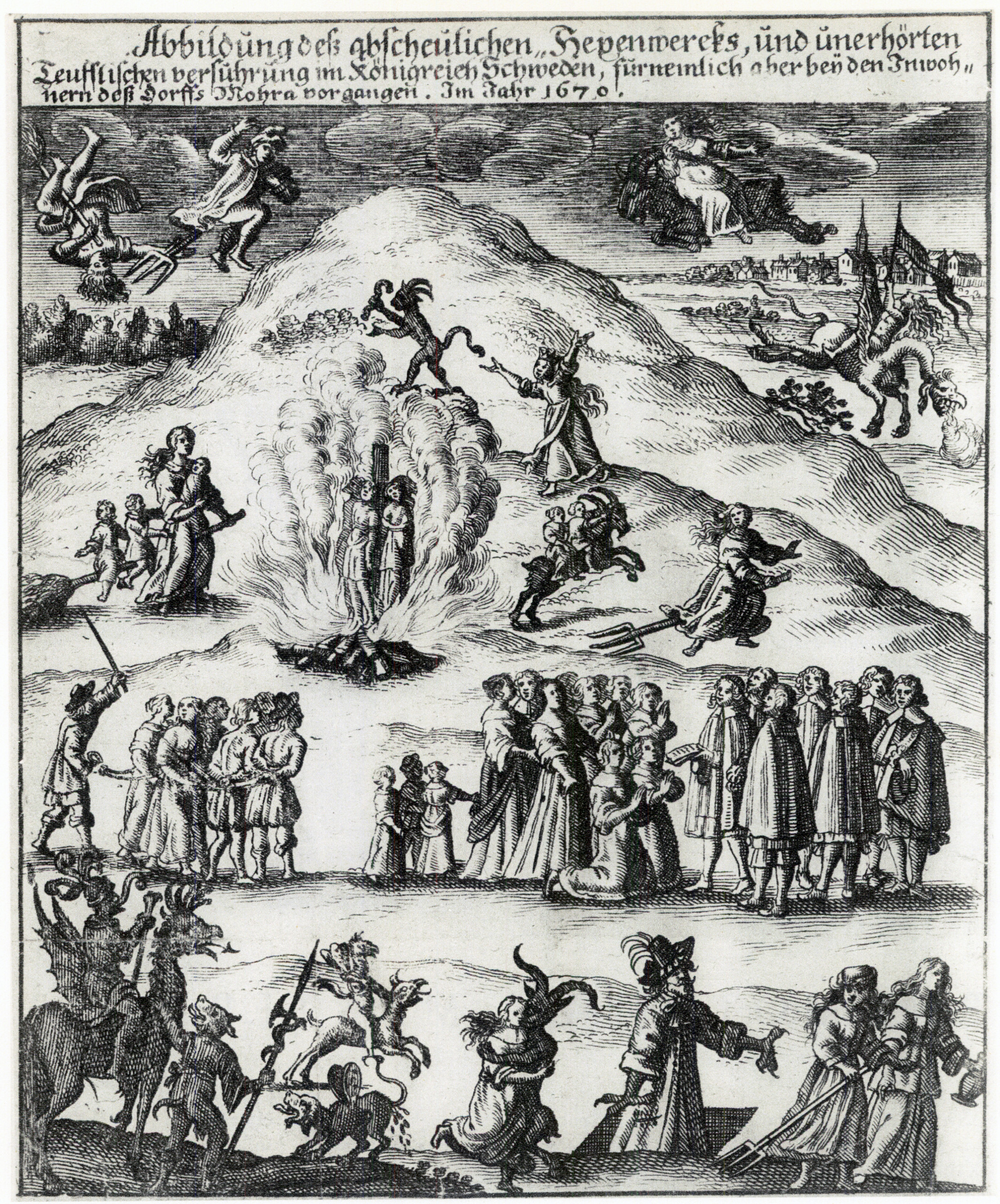
Procès des sorcières de Mora en 1670. Gravure sur cuivre. Ci-dessus, la commission d'interrogatoire avec un groupe de femmes et d'enfants qui se plaignent et témoignent. Un geôlier conduit un groupe de sorcières et de sorciers prisonniers. Autour du bûcher où brûlent les condamnés, on voit des sorcières enlever des enfants sur des balais, tandis que des démons sous forme animale dégringolent dans les airs.

Le procès des sorcières de Mora est un procès pour sorcellerie qui a eu lieu à Mora, en Suède, en 1669. C'est la première exécution collective de la Grande chasse aux sorcières de 1668-1676 en Suède, et celle-ci atteint son apogée en 1675 avec le procès des sorcières de Torsåker.
Une description du procès apparaît dans De Betoverde Weereld (1691) de Balthazar Bekker (anglais : The World Bewitched, publié en 1695) de même que dans Saducismus Triumphatus de Joseph Glanvill, publié en 1683. On considère qu'une illustration allemande célèbre a eu une influence sur le procès des sorcières de Salem en 1692, mais celle-là est incorrecte car les condamnées n'ont pas été exécutées en étant brûlées vives avec du feu, comme c'était le cas en Allemagne mais non pas en Suède. 

### Sources
- Alf Åberg: Häxorna. De stora trolldomsprocesserna i Sverige 1668-1676(The witches. The great Swedish witch trials of 1668-1676) Novum Grafiska AB, Göteborg 1989.  (ISBN 91-24-16385-6). (sv)
- Birgitta Lagerlöf-Génetay: De svenska häxprocessernas utbrottsskede 1668-1671 (The eruption of the Swedish witch trials 1668-1671) (sv)